# Careproctus filamentosus
Careproctus filamentosus är en fiskart som beskrevs av Stein, 1978. Careproctus filamentosus ingår i släktet Careproctus och familjen Liparidae. Inga underarter finns listade.